# 韩先聪
韩先聪（1955年11月—），男，安徽肥西人，中华人民共和国政治人物。安徽农学院农学系农学专业毕业，中共中央党校研究生院法学理论专业在职研究生学历。

## 生平
1984年7月加入中国共产党。历任安徽省农经委副处长、处长，省农业厅副厅长，中共巢湖市委副书记，中共安庆市委副书记、市长、市委书记、市人大常委会主任，中共滁州市委书记、市人大常委会主任等职。2012年2月，任安徽省人民政府秘书长。2013年1月，任安徽省政协副主席。
2014年7月12日，安徽省政协副主席韩先聪涉嫌严重违纪违法，目前正接受组织调查。据报道，其落马跟在滁州市主政时的千亿量级的“大滁城”建设项目有关。12月11日，中纪委监察部网站发布消息：安徽省政协原副主席韩先聪利用职务上的便利为他人谋取利益，收受巨额贿赂；滥用职权造成国有资产重大损失；严重违反中央八项规定精神，多次接受公款宴请。依据《中国共产党纪律处分条例》等有关规定，经中共中央纪委审议并报中共中央批准，决定给予韩先聪开除党籍、开除公职处分；收缴其违纪所得；将其涉嫌犯罪问题及线索移送司法机关依法处理。
2016年11月15日，福建省南平市中级人民法院公开宣判韩先聪受贿、滥用职权案，以受贿罪（2328.902562万元）判处有期徒刑十四年，并处没收个人财产人民币一百万元，以滥用职权罪判处有期徒刑五年，决定执行有期徒刑十六年，并处没收个人财产人民币一百万元；对韩先聪受贿所得财物及其孳息予以追缴，上缴国库。